# تشارلز إس. زيمرمان
تشارلز إس. زيمرمان (بالإنجليزية: Charles S. Zimmerman)‏ هو نقابي أمريكي، ولد في 1896 في نيويورك في الولايات المتحدة، وتوفي في 1983.